# 佐賀県道214号白石大町線
佐賀県道214号白石大町線（さがけんどう214ごう しろいしおおまちせん）は、佐賀県杵島郡白石町から杵島郡大町町に至る一般県道である。

## 概要
杵島郡白石町大字深浦から杵島郡大町町大字福母に至る。旧錦江大町線。

### 路線データ
- 起点：佐賀県杵島郡白石町大字深浦（室島北交差点、国道207号交点）
- 終点：佐賀県杵島郡大町町大字福母（下潟交差点、国道34号交点）

## 歴史
- 1959年（昭和34年） - 佐賀県告示第137号により県道錦江大町線として路線認定される（当時の整理番号は29）[1]。
- 2008年（平成20年）2月20日 - 佐賀県告示第73号により佐賀県道214号錦江大町線から改称[1]。
- 2020年（令和2年）4月1日 - 佐賀県告示第107号により杵島郡白石町大字湯崎 - 白石町下箕具交差点間の経路が変更され、杵島郡白石町大字湯崎で佐賀県道351号久間大町線と重複して白石町馬田交差点で佐賀県道36号武雄福富線と合流して白石町下箕具交差点に至る経路に変更[2]。

## 路線状況

### 重複区間
- 佐賀県道351号久間大町線（杵島郡白石町大字湯崎 - 杵島郡白石町大字馬洗・白石町馬田交差点）
- 佐賀県道36号武雄福富線（杵島郡白石町大字馬洗・白石町馬田交差点 - 杵島郡白石町大字大渡・白石町下箕具交差点）

### 道路施設

#### 橋梁
- 神辺橋（杵島郡白石町、佐賀県道36号武雄福富線重複区間内）
- 大町橋（六角川、杵島郡白石町 - 杵島郡大町町）

## 地理

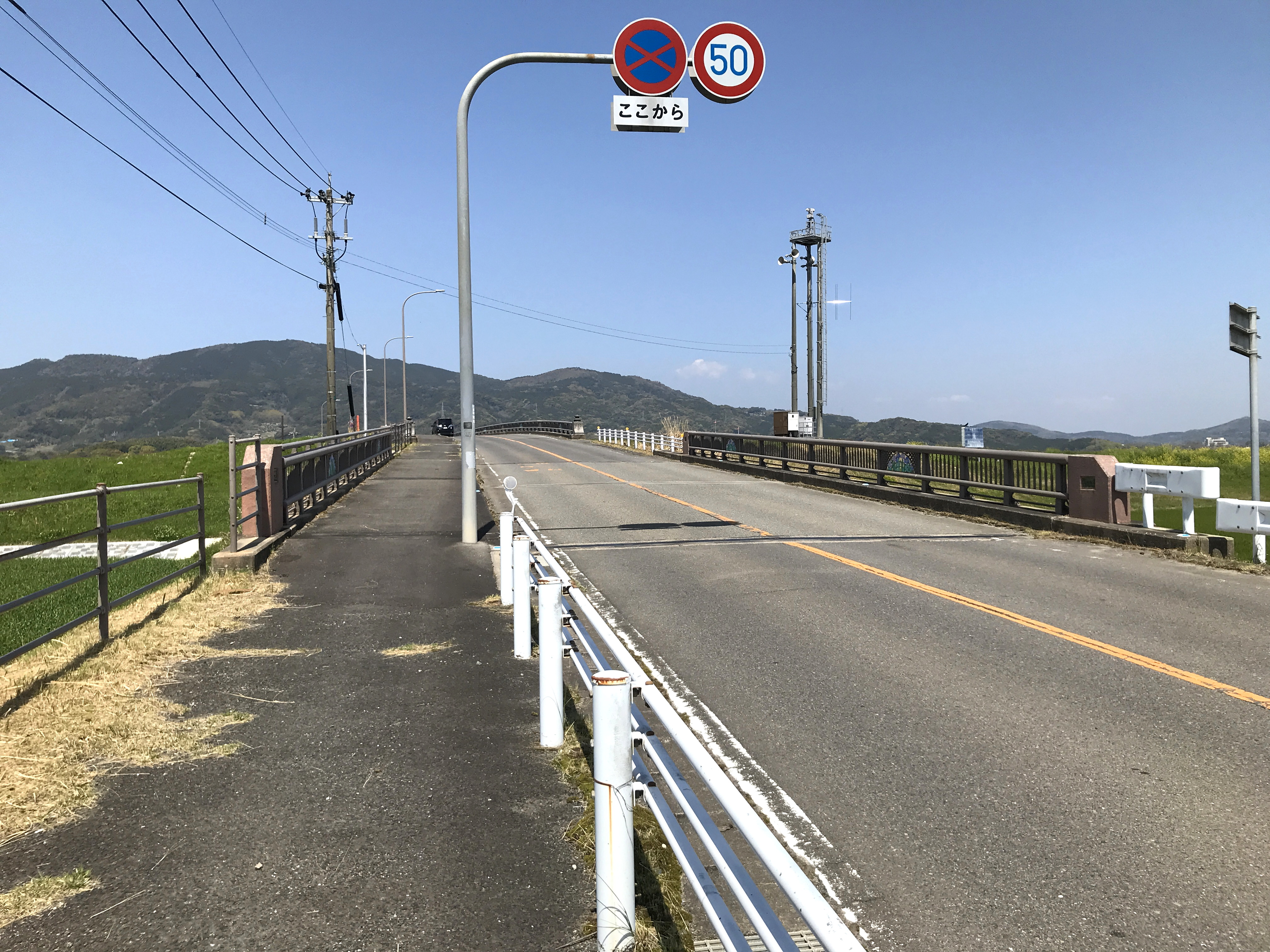
大町橋 白石側から大町方面

### 通過する自治体
- 杵島郡白石町
- 杵島郡大町町

### 交差する道路
| 交差する道路                                                             | 市町村名 | 市町村名 | 交差する場所         | 交差する場所        |
| ------------------------------------------------------------------------ | -------- | -------- | -------------------- | ------------------- |
| 国道207号                                                                | 杵島郡   | 白石町   | 大字深浦             | 室島北交差点 / 起点 |
| 佐賀県道351号久間大町線 重複区間起点                                     | 杵島郡   | 白石町   | 大字湯崎             |                     |
| 佐賀県道345号武雄白石線                                                  | 杵島郡   | 白石町   | 大字馬洗（もうらい） |                     |
| 佐賀県道36号武雄福富線 重複区間起点 佐賀県道351号久間大町線 重複区間終点 | 杵島郡   | 白石町   | 大字馬洗             | 白石町馬田交差点    |
| 佐賀県道36号武雄福富線 重複区間終点                                      | 杵島郡   | 白石町   | 大字大渡             | 白石町下箕具交差点  |
| 国道34号                                                                 | 杵島郡   | 大町町   | 大字福母             | 下潟交差点 / 終点   |

### 交差する鉄道
- 佐世保線

### 沿線
- 白石町立須古小学校
- JR九州佐世保線 大町駅